# Fundación Pies Descalzos
Die Fundación Pies Descalzos (Barfuß-Stiftung) wurde 1997 von der Sängerin und Songwriterin Shakira gegründet. Sie ist benannt nach ihrem ersten erfolgreichen Album  Pies Descalzos.
Die Nichtregierungsorganisation hat ihren Sitz in Barranquilla, dem Geburtsort von Shakira. Sie setzt sich für Kinder in Kolumbien ein und ist Gründer und Träger von Schulen in Kolumbien, unter anderem in Barranquilla, Cartagena, Soacha und Quibdó.
Seit dem Jahr 2011 unterstützt der FC Barcelona die Organisation finanziell. Neben einmaligen Spenden kann man auch eine Patenschaft für ein bedürftiges Kind übernehmen.

## Philosophie
Die Philosophie der Stiftung ist es, Kindern eine Schulbildung zu ermöglichen. Die Kinder erhalten in der Schule Mahlzeiten, was für die Eltern wiederum ein Grund ist, die Kinder zur Schule zu schicken. Die Schulen bieten auch Hilfe und psychologische Unterstützung für die Eltern an sowie ein Freizeitangebot für die Kinder und Jugendliche in der Umgebung, welche die Schule nicht besuchen.